# 마키촌 (니가타현)
마키촌(牧村)은 니가타현 남서에 위치했고, 히가시쿠비키군의 촌이다. 조에쓰시로의 통근율은 25.9%(2000년 인구조사).2005년 1월 1일 조에쓰시에 편입하여 촌역은 지역 자치구 '마키구'가 되었다.

## 역사
- 1901년 11월 1일 - 사토미촌, 가와카미촌,가와베촌이 합병해 마키촌이 성립하였다.
- 1954년 11월 1일 - 히가시쿠비키군 오키미촌과 합병해 마키촌이 신설되었다.
- 2005년 1월 1일 - 조에쓰시에 편입해 촌역은 지역 자치구인 마키구가 되었다.

## 교통

### 도로
- 국도 제405호선